# M 515
M 515 war ein Minensuchboot des Typs Minensuchboot 1916 der deutschen Kaiserlichen Marine und der Reichsmarine, das ursprünglich unter der Bezeichnung M 115, ab 1935 in der Kriegsmarine als Versuchsboot Arkona und zuletzt ab 1941 als Minensuchboot M 515 eingesetzt wurde. Es sank nach Minentreffer am 21. Mai 1944 nordwestlich der Insel Fehmarn in der Ostsee.

## Bau und Technische Daten
Das Boot wurde noch während des Ersten Weltkriegs 1917 bei der Atlas Werke AG in Bremen mit der Baunummer 160 auf Kiel gelegt. Es lief dort am 12. Juli 1918 als Minensuchboot M 115 vom Stapel und wurde am 19. September 1918 in Dienst gestellt. Das Boot hatte eine Länge von 56,10 m in der Wasserlinie und 59,30 m über Alles, war 7,30 m breit und hatte maximal 2,18 m Tiefgang. Die Wasserverdrängung betrug 525 t (Konstruktionsverdrängung) bzw. 564 t (maximal). Die Bewaffnung bestand aus einem 10,5-cm-Geschütz auf der Back und einem Maschinengewehr auf dem Achterschiff, und bis zu 30 Minen konnten mitgeführt werden. Zwei 3-Zylinder-Verbunddampfmaschinen mit dreifacher Dampfdehnung und zusammen 1750 PS und zwei Schrauben ermöglichten eine Höchstgeschwindigkeit von 16,0 Knoten. Der Bunkervorrat von 130 t Kohle ergab einen Aktionsradius von 2000 Seemeilen bei 14 Knoten Marschgeschwindigkeit. Die Besatzung bestand aus 51 Mann.

## Geschichte
Das Boot musste nach Ende des Ersten Weltkrieges nicht an die Siegermächte ausgeliefert werden und diente in der Reichsmarine noch bis 1935. Dann wurde es umgebaut und am 1. Oktober 1935 als Versuchsboot mit dem Namen Arkona beim Sperrversuchskommando in Dienst gestellt, wo man sich mit der Entwicklung und Erprobung von Seeminen, Zünd- und Räumgeräten befasste. Die Bewaffnung blieb dabei unverändert, aber die Besatzungsstärke betrug nunmehr 57 Mann.
Beim deutschen Überfall auf Polen ab 1. September 1939 war die Arkona, gemeinsam mit den vier anderen Versuchsbooten des Sperrversuchskommandos (Nautilus, Otto Braun, Pelikan und Sundevall), Teil der Marinestreitkräfte, die unter Kapitän zur See Friedrich Ruge, dem Führer der Minensuchboote Ost (F.d.M. Ost), in der Danziger Bucht Minensuch- und Sicherungsaufgaben durchführten.
Auch an der Besetzung Dänemarks am 9. April 1940 war die Arkona beteiligt. Sie war Teil der Kriegsschiffsgruppe 9 unter dem Führer der Vorpostenboote Ost (F.d.V. Ost), Kapitän zur See Helmut Leißner auf der Rugard, die Truppen zur Besetzung von Middelfart und der Beltbrücke nach Dänemark transportierte.
Am 28. Juni 1941 wurde das Boot umbenannt in M 515.
Am 21. Mai 1944 lief das Boot etwa acht Seemeilen westnordwestlich von Fehmarn auf eine von britischen Flugzeugen abgeworfene Mine und sank auf der Position 54° 33′ N, 10° 45′ O in etwa 18 m Tiefe.